# Estación Ramos Mejía
Ramos Mejía o simplemente Ramos es una estación ferroviaria ubicada en la ciudad del mismo nombre, partido de La Matanza, Gran Buenos Aires, Argentina.

## Servicios
Es un centro de transferencia intermedio del servicio de la Línea Sarmiento que se presta entre las estaciones Once de Septiembre y Moreno.
Posee tres andenes, uno central para el servicio Once-Moreno, y dos a sus laterales para los trenes hacia y desde Once para algún eventual servicio diferencial.

## Ubicación e Infraestructura
Se encuentra ubicada sobre Avenida Rivadavia a la altura 14.000.
Posee dos entradas al andén central:
Una través del paso a nivel de la Av. de Mayo hacia el sur y calle Güemes hacia el norte, y la otra por medio de un túnel peatonal que comunica la estación con la Avenida Rivadavia al sur, y con la calle Dr. G. Ardoino al norte.
Existe una tercera entrada, clausurada, en el extremo este del andén, al puente peatonal.
Hasta 2016, el andén sur, era utilizado para los servicios desde Puerto Madero, era un andén corto y de baja altura, de 30 metros de largo, que posee una salida única hacia la Avenida Rivadavia.
El andén norte, también era bajo pero de 200 metros de largo, se accede a través de la estación. Esta entrada era habilitada únicamente en casos de emergencia cuando la vía local no se podía utilizar.
En 2022 se iniciaron trabajos de reconstrucción a nuevo del andén central. También se lleva a cabo la restauración del edificio histórico de la estación.

## Historia
Inaugurada el 25 de septiembre de 1858, resultó ser la primera parada ferroviaria instalada fuera de los límites de la actual Capital Federal.
Por ese entonces era denominada Estación General San Martín, el servicio era prestado por la locomotora La Porteña, con dos vagones de pasajeros más pequeños que un tranvía antiguo.
Los terrenos para la instalación de las vías y la estación, fueron donados al ferrocarril por la Sra. María Antonia Segurola de Ramos Mexía.

## Galería fotográfica

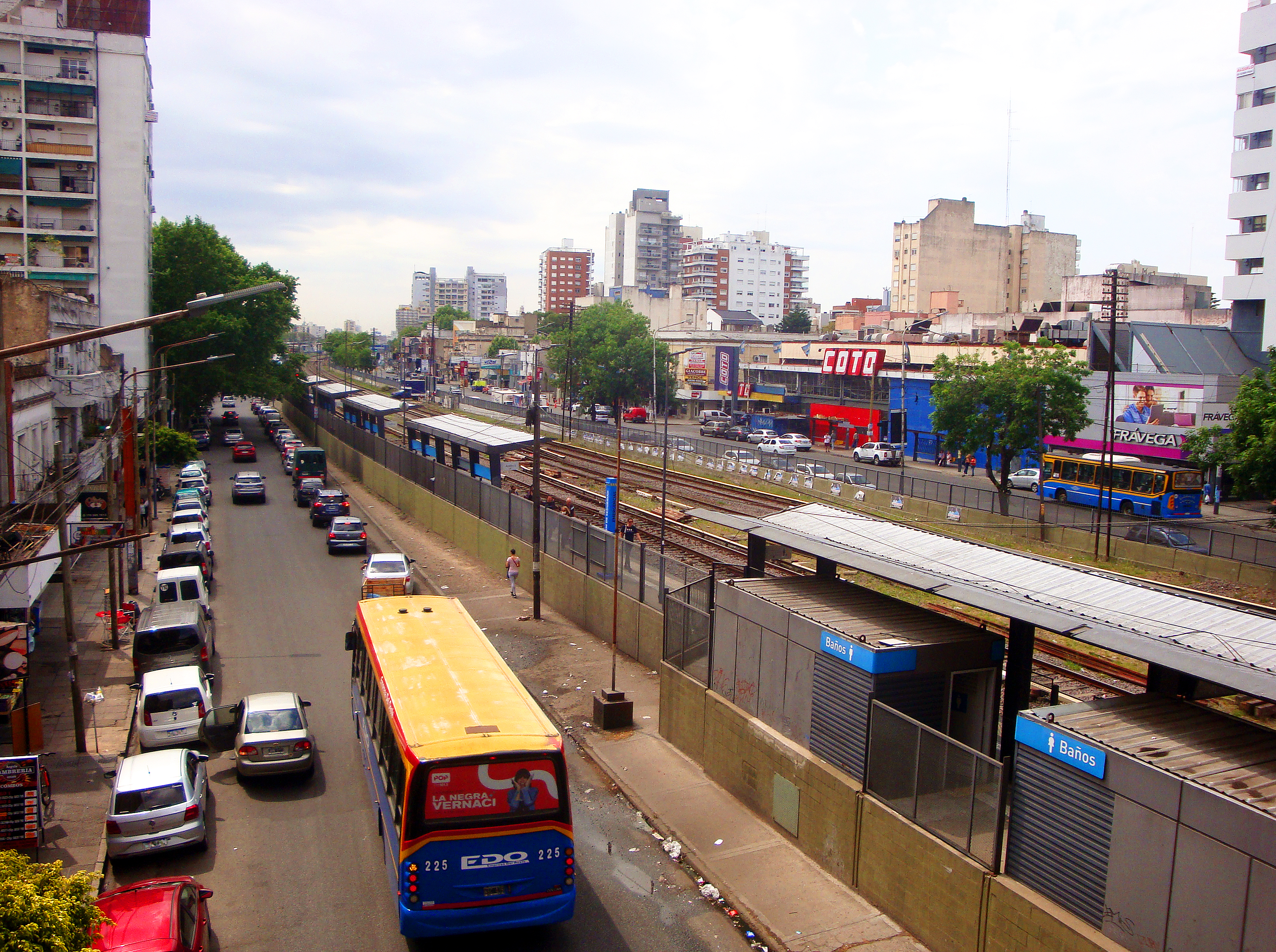
Vista desde la calle Dr. Gabriel Ardoino
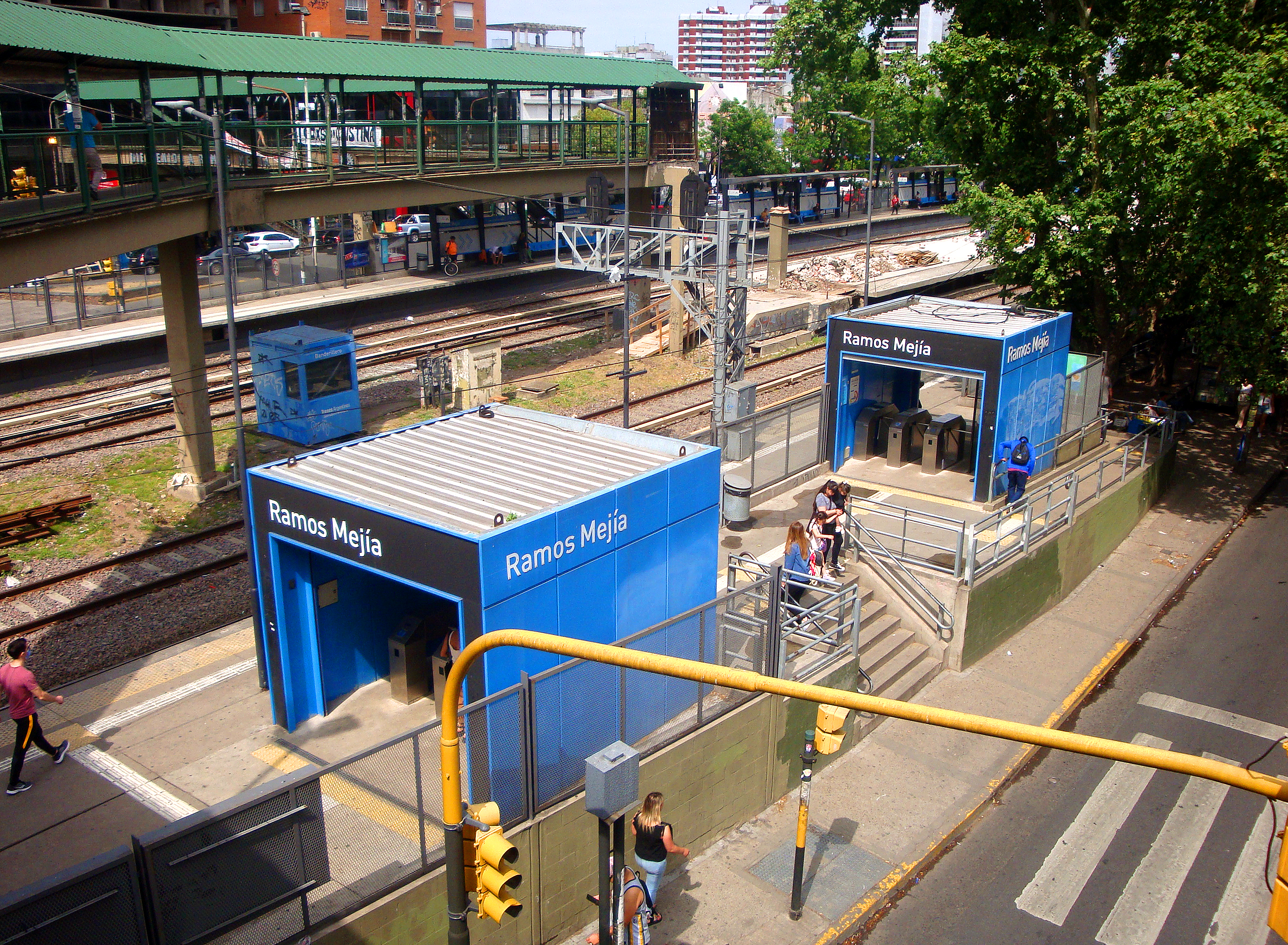
Acceso al andén hacia Once
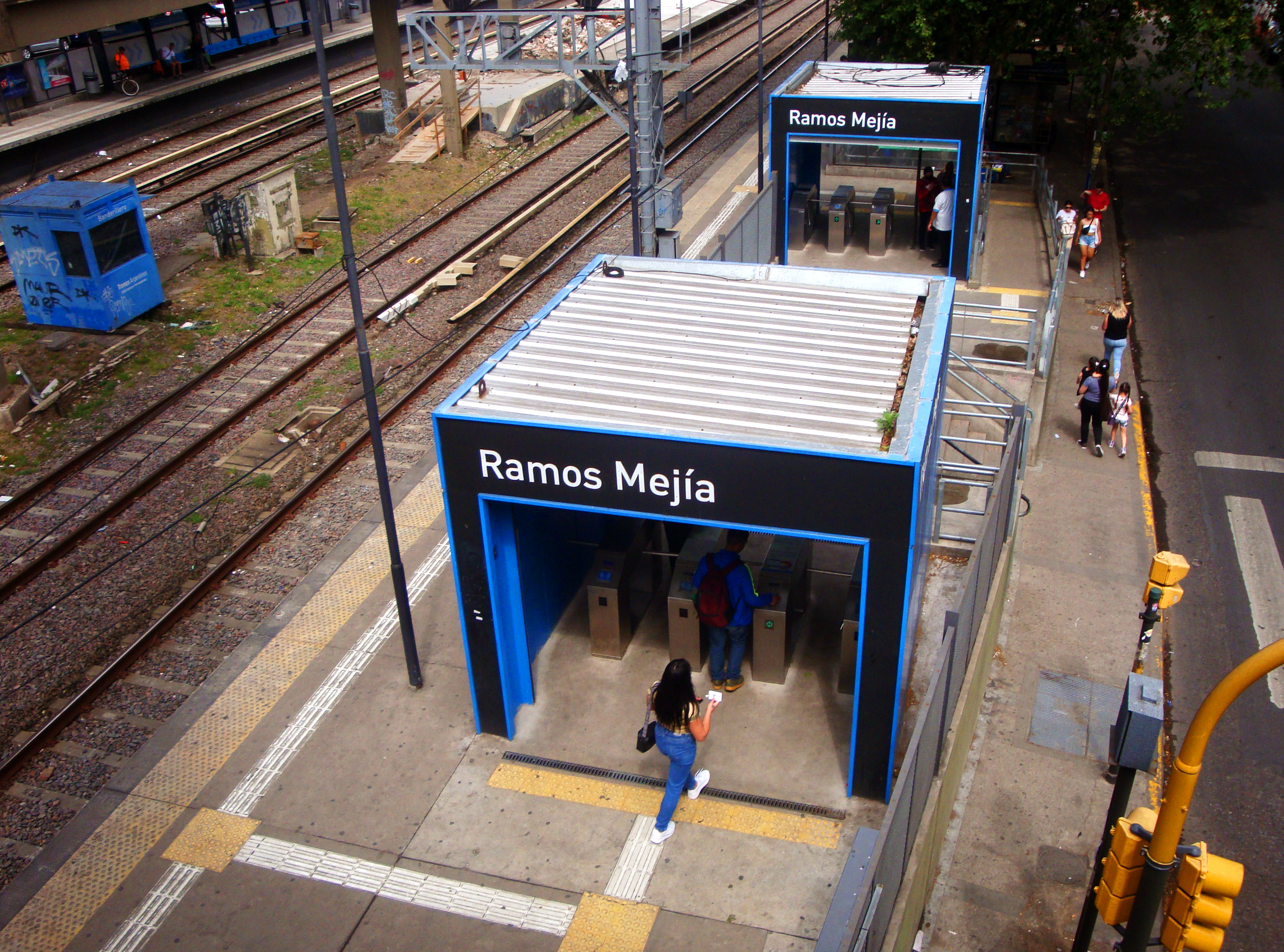
Acceso al andén hacia Once
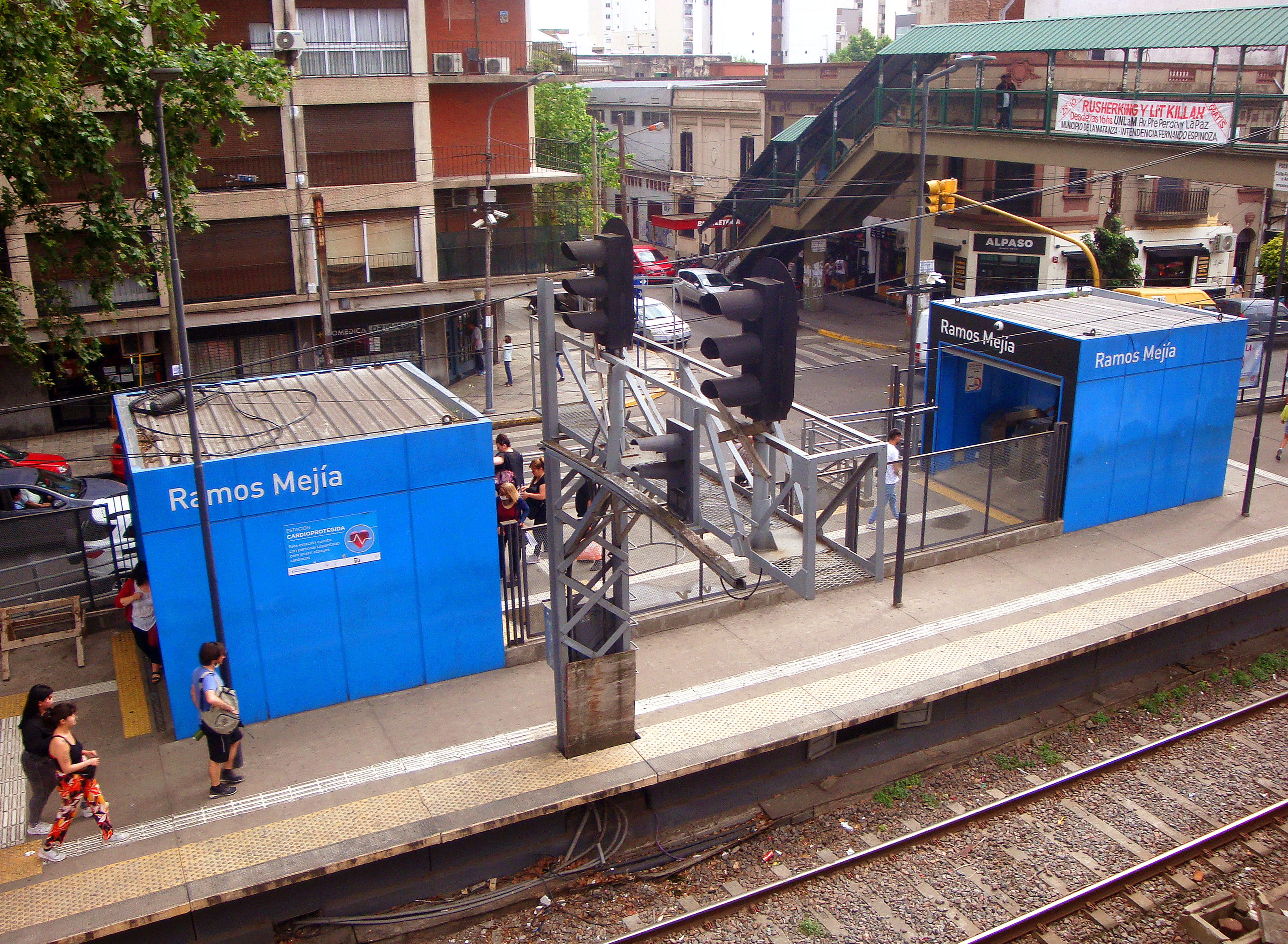
Acceso al andén hacia Once
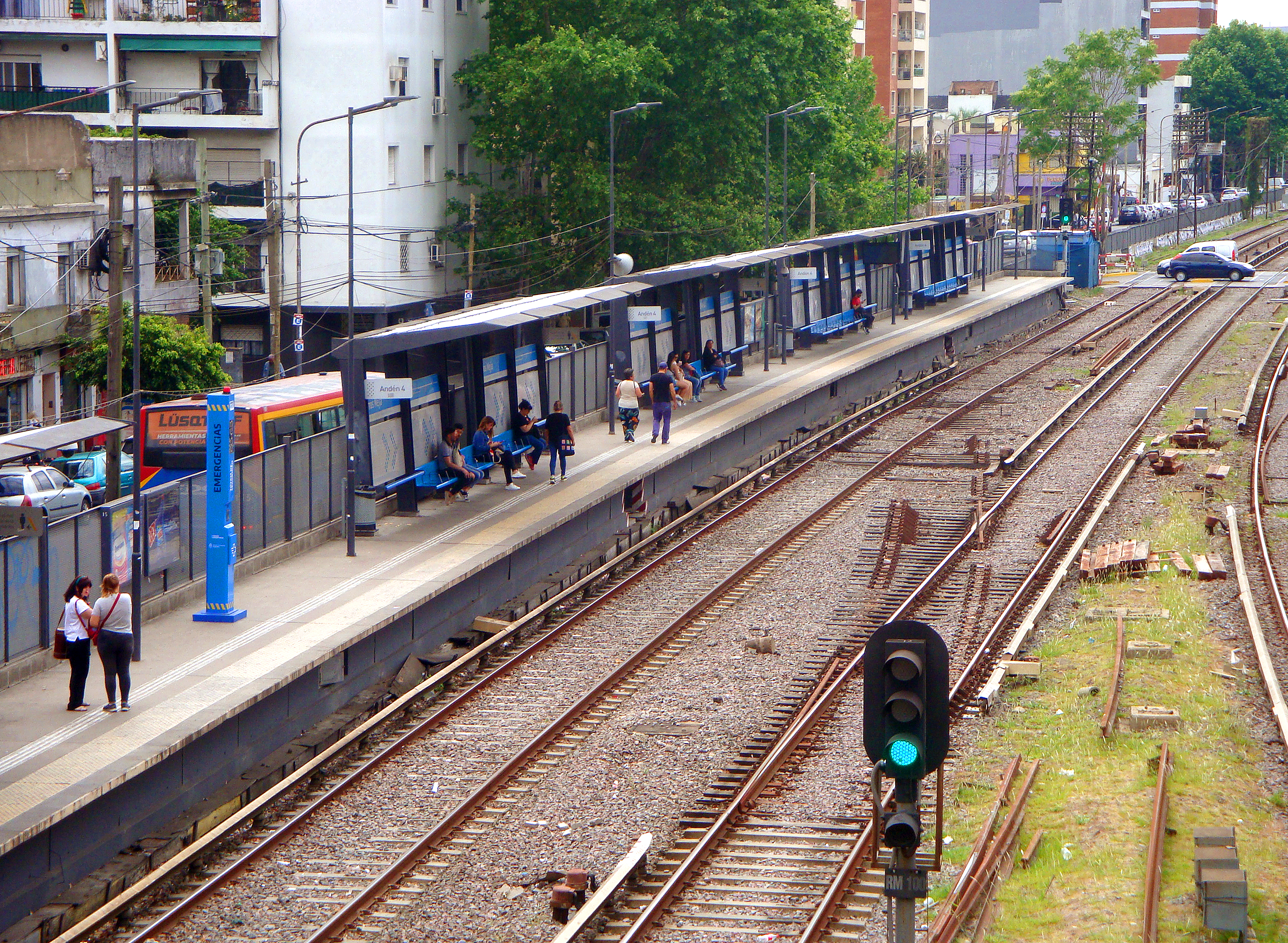
Vista del andén hacia Once
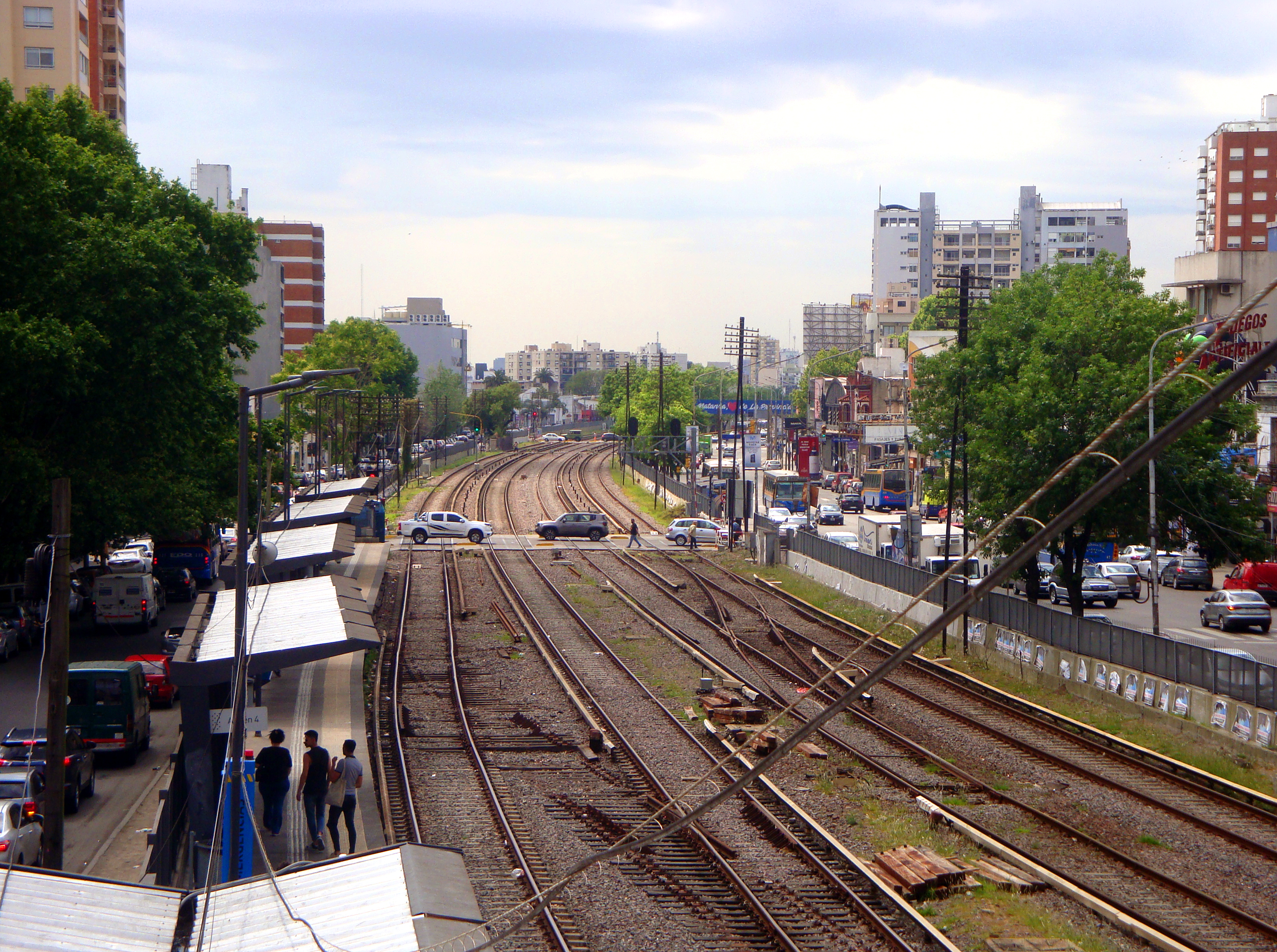
Panorama de las vías con vista hacia Liniers
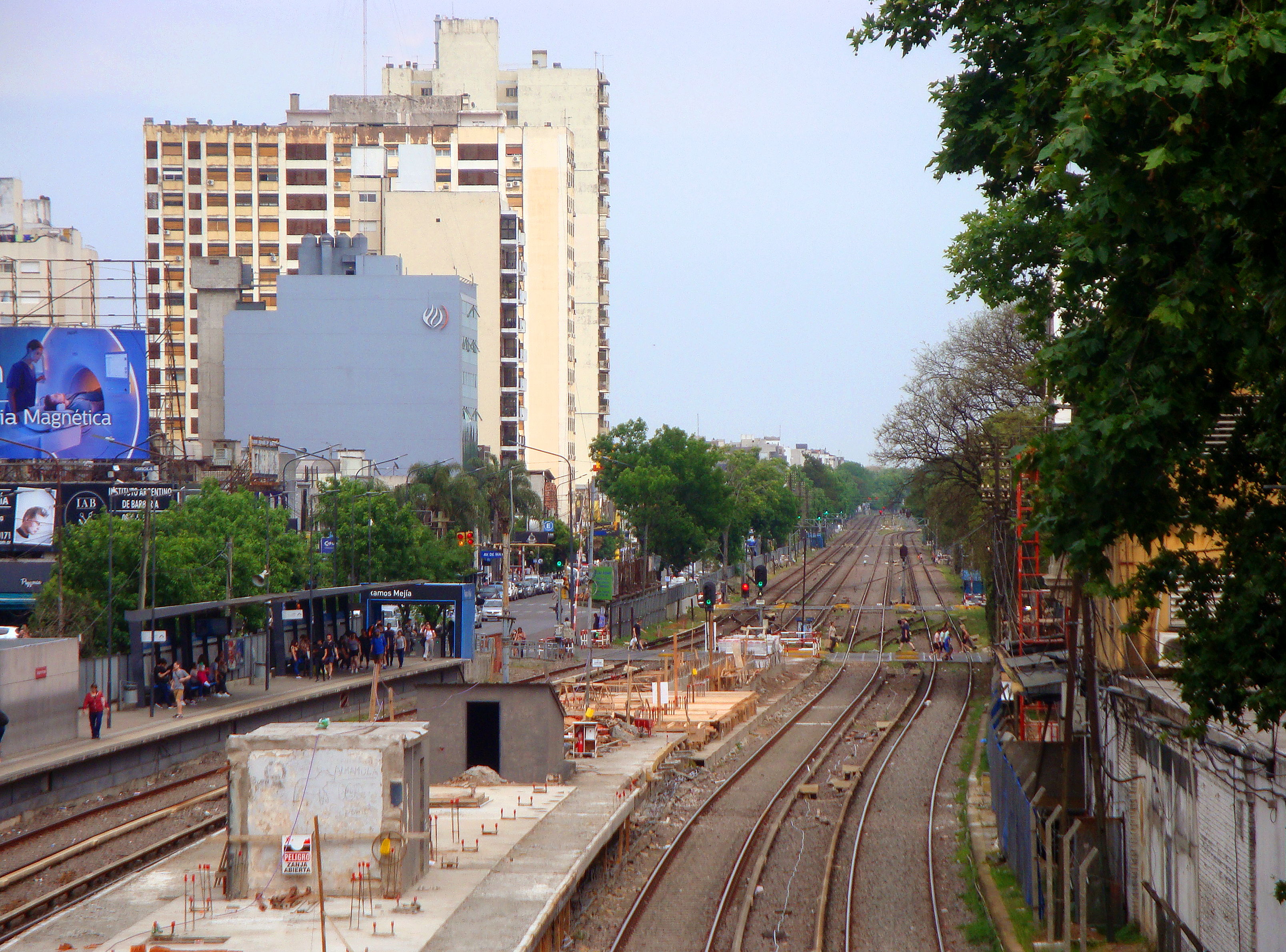
Panorama de las vías con vista hacia Haedo
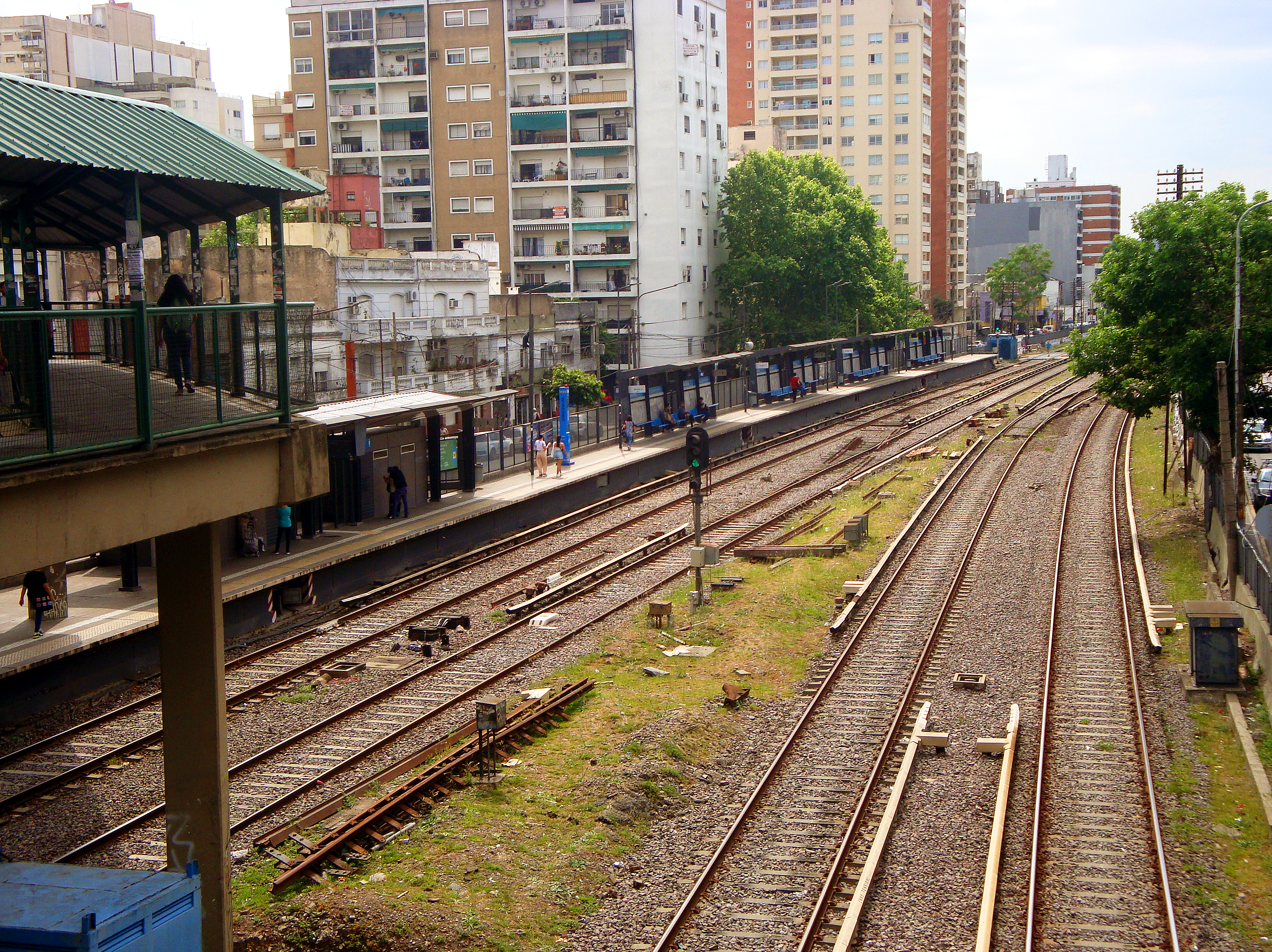
Panorama de las vías con vista hacia Liniers
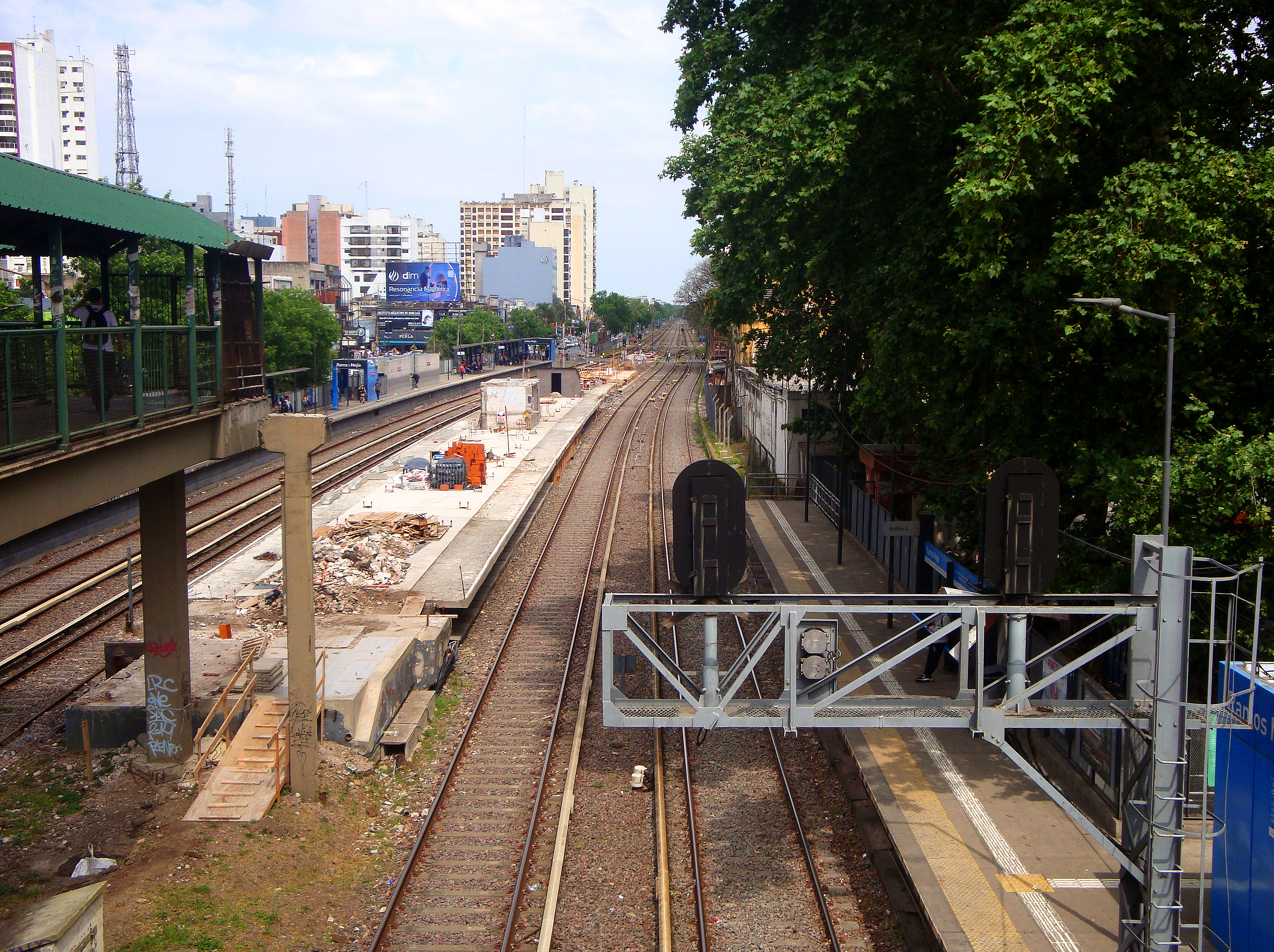
Vías en dirección hacia Once
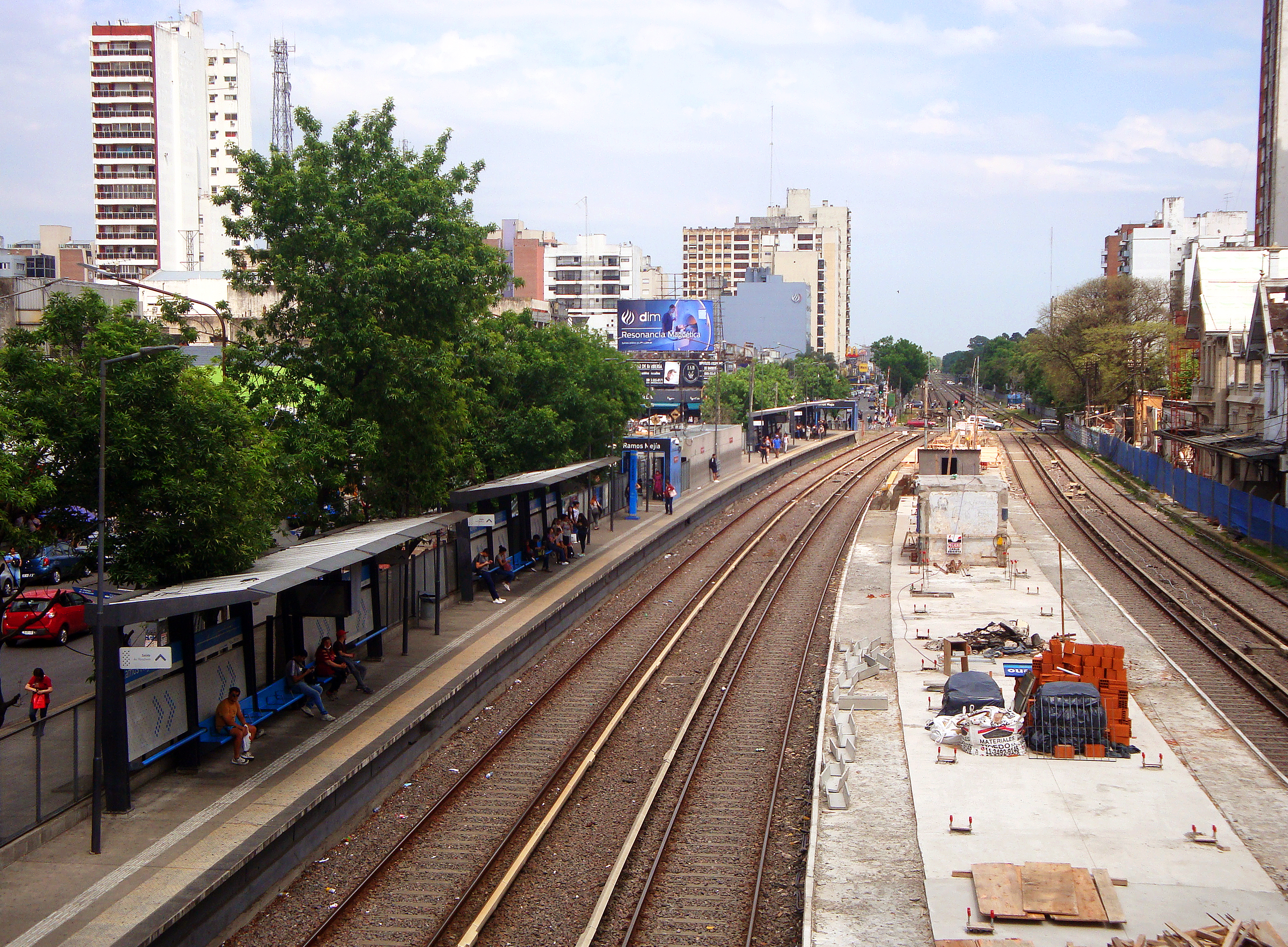
Vías en dirección hacia Moreno
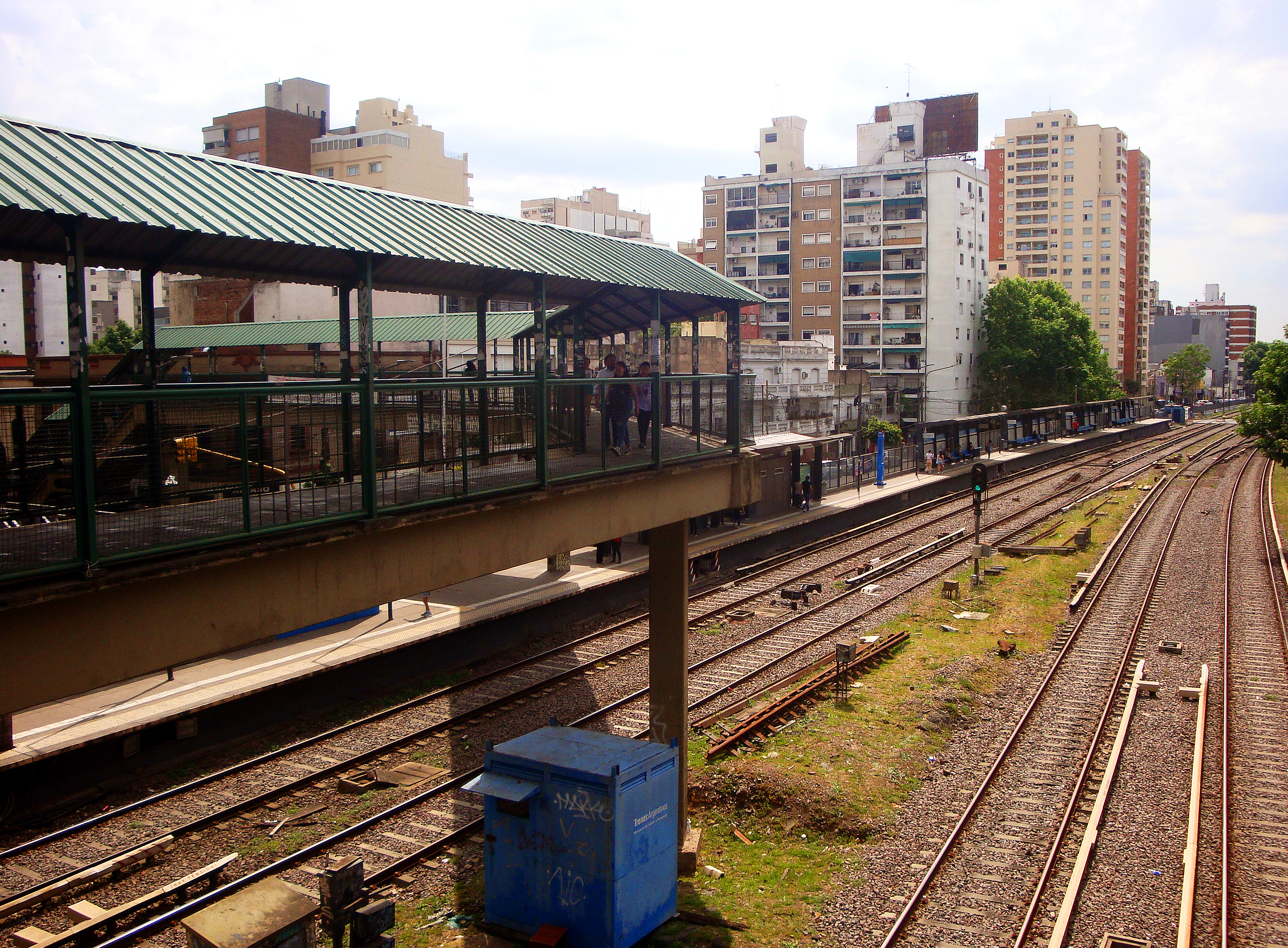
Detalle del puente peatonal
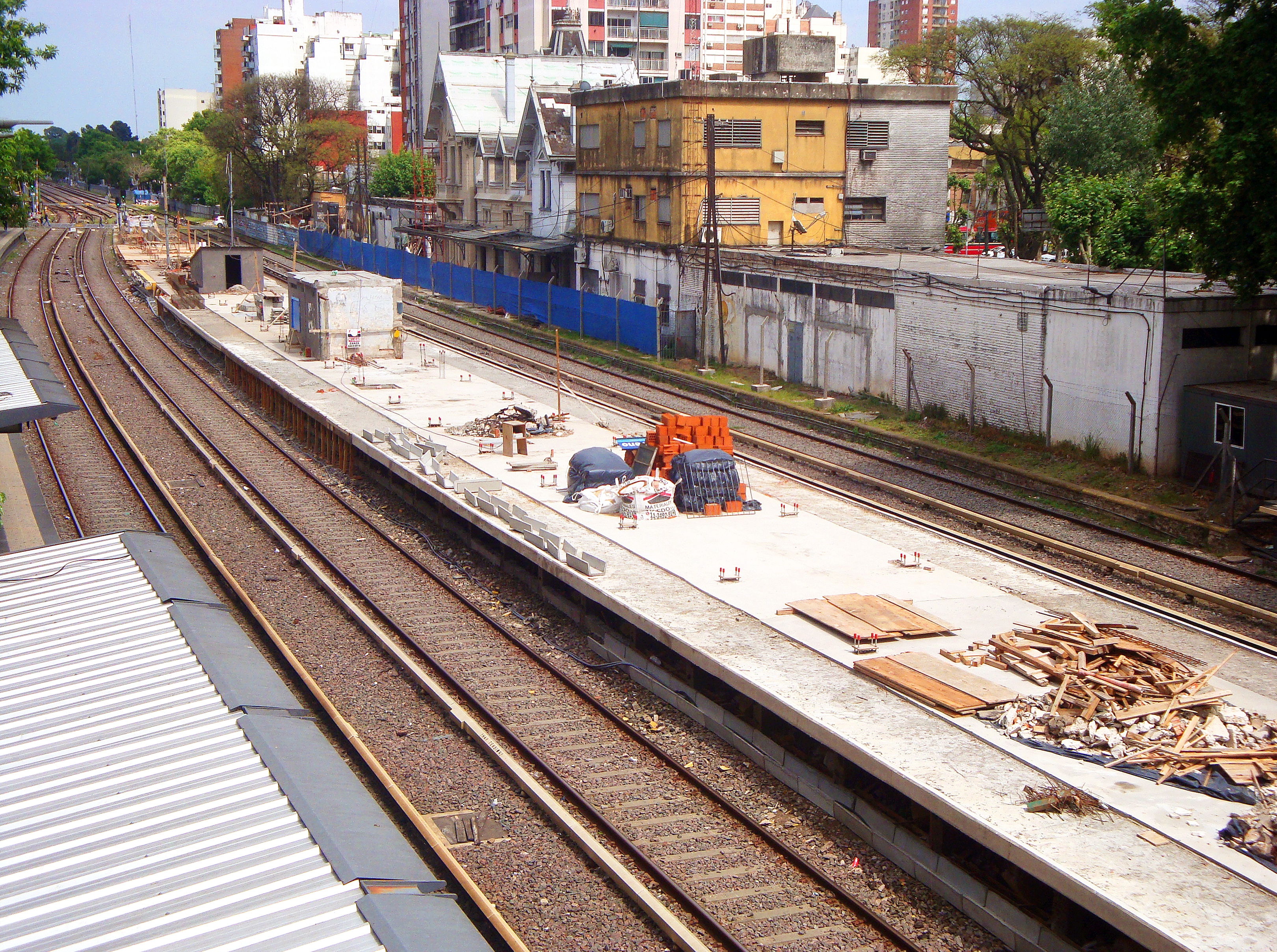
Andén central siendo reconstruido (Octubre del 2022)
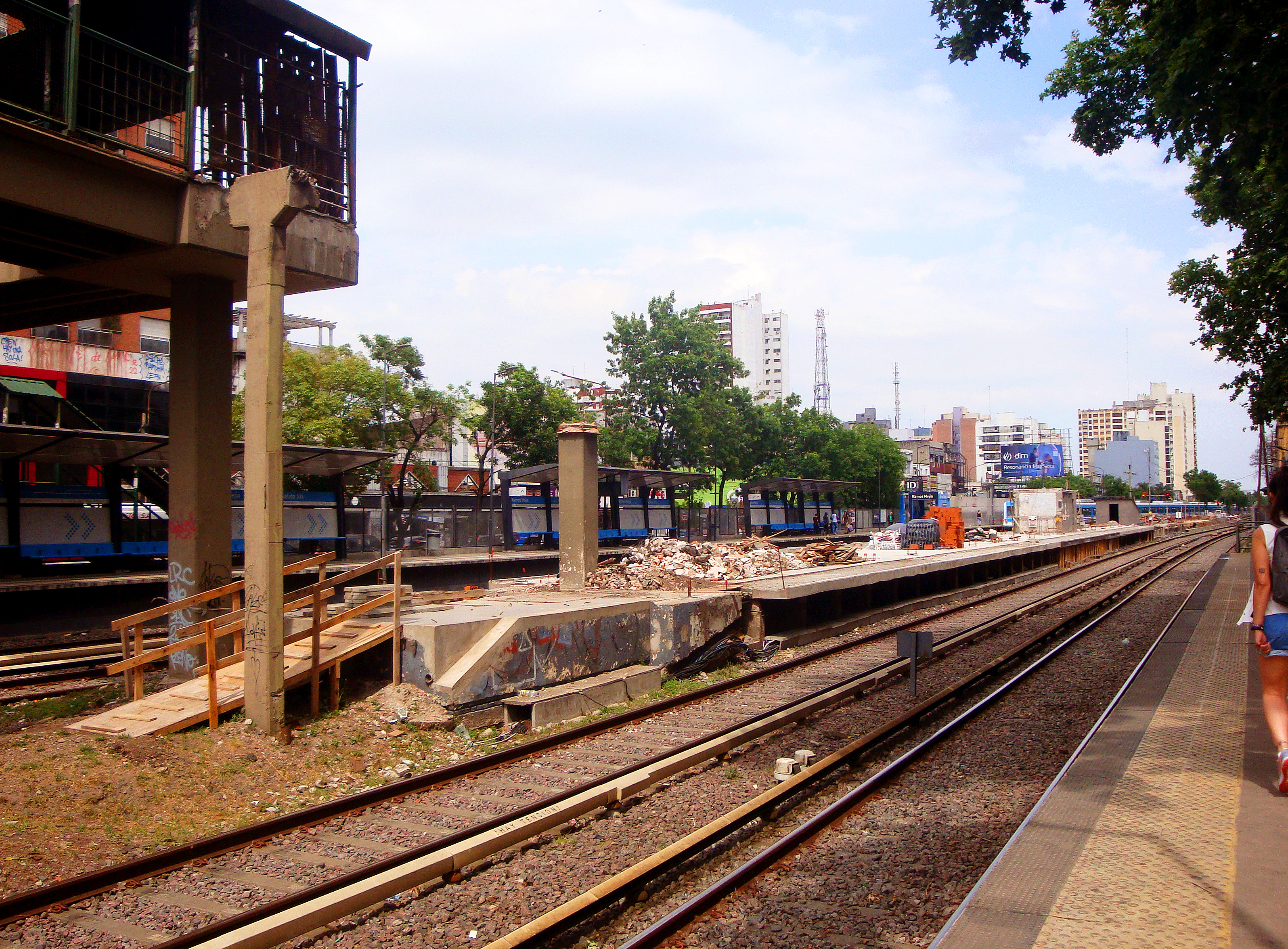
Andén central siendo reconstruido (Octubre del 2022)
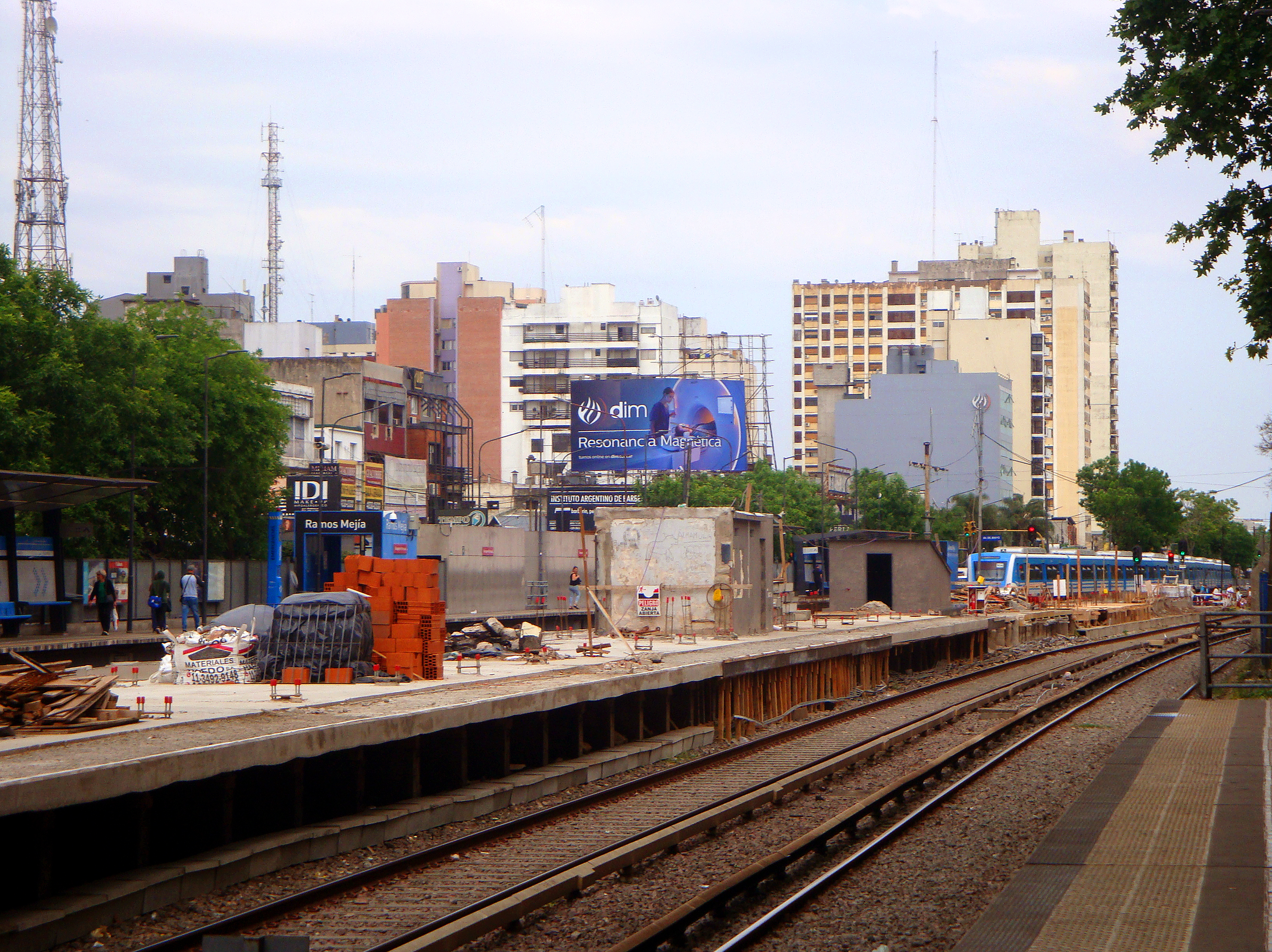
Andén central siendo reconstruido (Octubre del 2022)
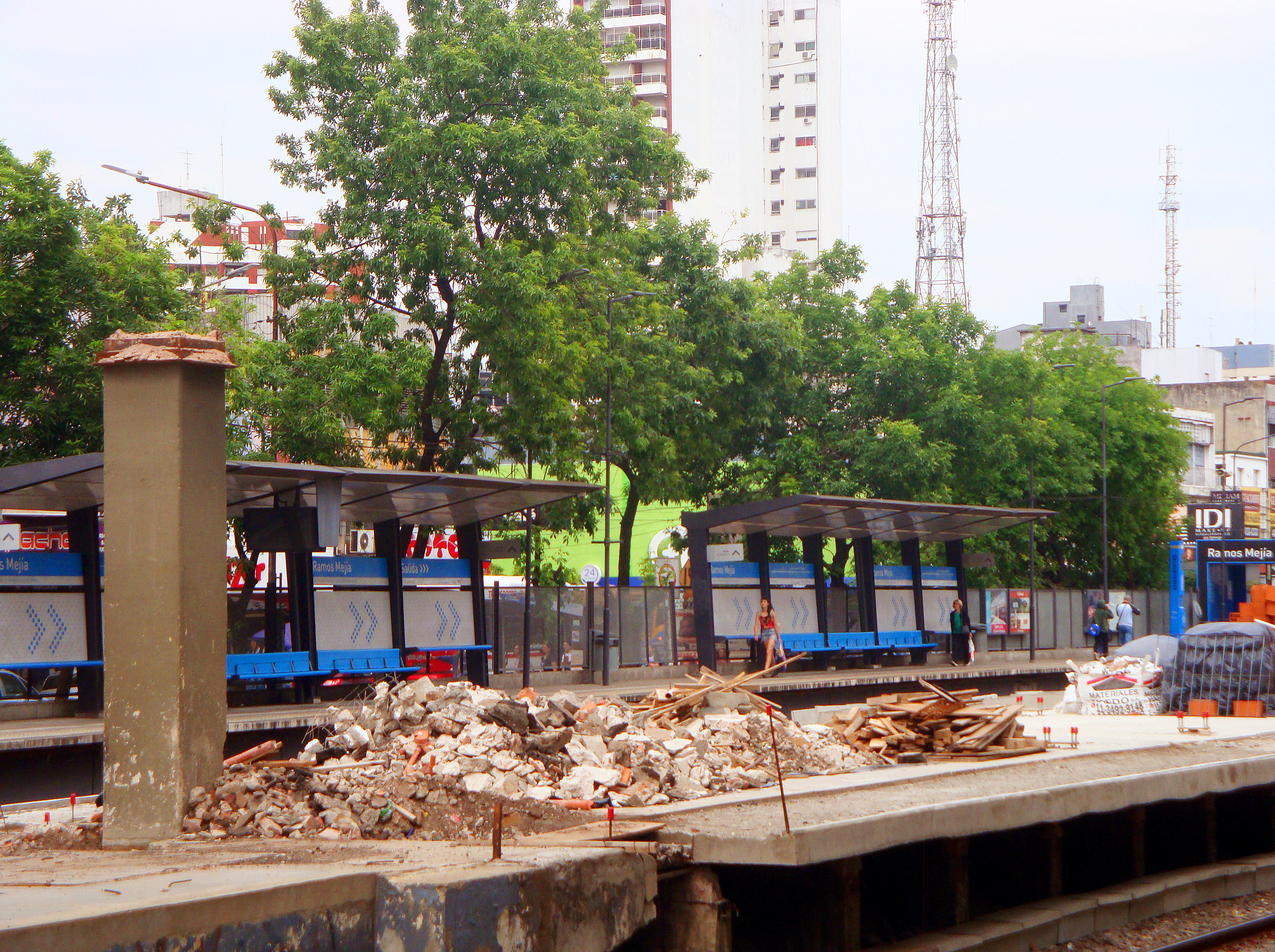
Vista del andén hacia Moreno desde el andén hacia Once
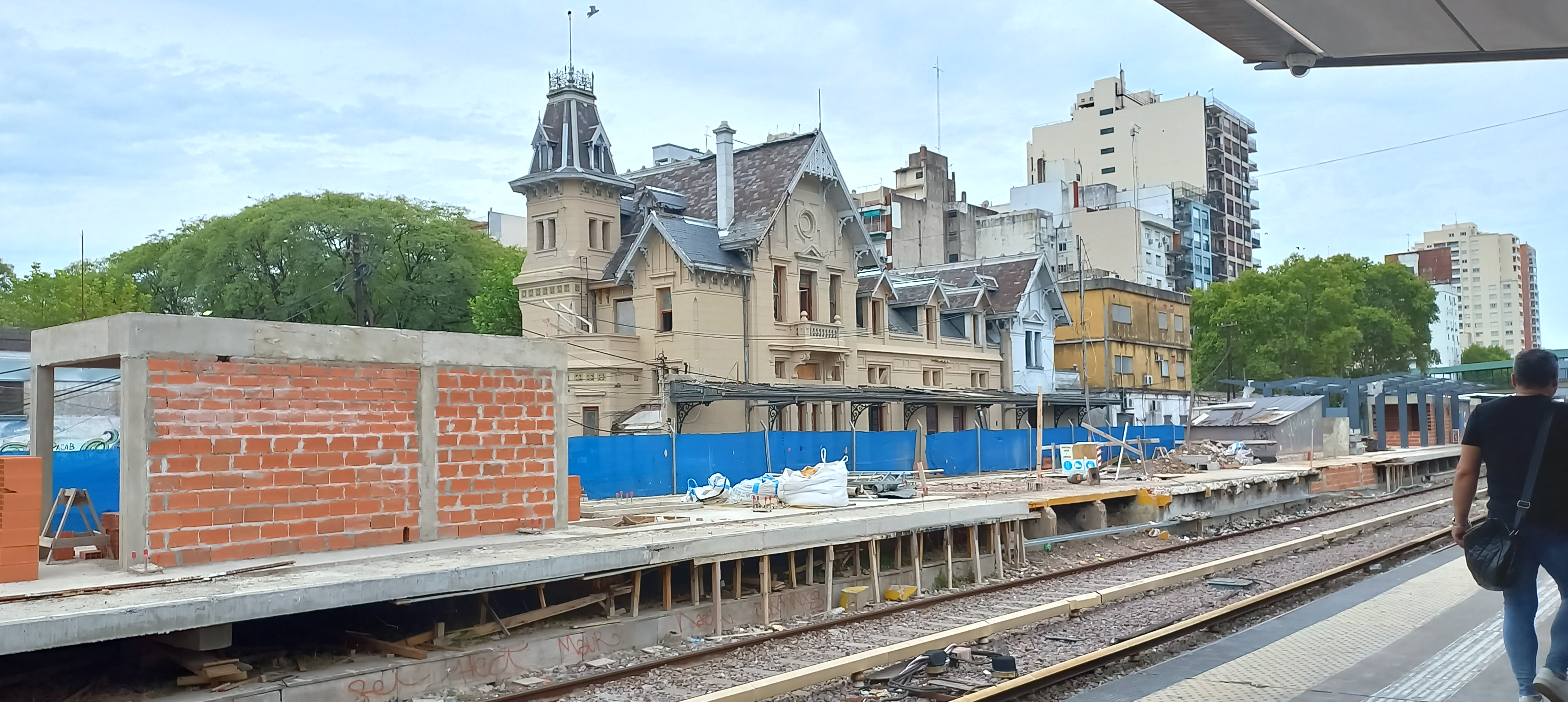
Restauración del antiguo edificio de la estación y reconstrucción del andén central (Febrero de 2023)